# ملکه سون‌یی
ملکه سون یی (کره‌ای: 선의왕후؛ ۱۴ دسامبر ۱۷۰۵ – ۱۲ اوت ۱۷۳۰) دومین همسر یی یون، شاه گیونگ‌جونگ، بیستمین پادشاه چوسان بود. او ملکهٔ چوسان از سال ۱۷۲۰ تا زمان مرگ همسرش در سال ۱۷۲۴ بود و پس از مرگ همسرش، از او با عنوان ملکه بیوه سلطنتی گیونگ‌سون (کره‌ای: 경순왕대비) تجلیل شد.

## در فرهنگ عامه
- بازی شده توسط کیم هه ووک در مجموعه تلویزیونی سال ۱۹۸۸ ام‌بی‌سی، ۵۰۰ سال چوسان، ملکه این‌هیون
- بازی شده توسط هونگ یه جین در مجموعه تلویزیونی سال ۲۰۱۶ اس‌بی‌اس، قمارباز سلطنتی
- بازی شده توسط سونگ جی این در مجموعه تلویزیونی سال ۲۰۱۹ اس‌بی‌اس، هه‌چی